# Mario Kart Wii
Mario Kart Wii – komputerowa gra wyścigowa z serii Mario Kart, wydana przez Nintendo na konsolę Wii w 2008 roku. Gracz wciela się w niej w jedną z postaci ze świata Mario i ściga się z przeciwnikami na gokarcie. Do wyboru są tory znane z poprzednich części, jak też zupełnie nowe. Dostępne są w trakcie gry różne power-upy. Postacie dzielą się na trzy klasy: lekkie, średnie i ciężkie.